# Onthophagus digitatus
Onthophagus digitatus là một loài bọ cánh cứng trong họ Bọ hung (Scarabaeidae).